# 2010-es magyar atlétikai bajnokság
A 2010-es magyar atlétikai bajnokság a 115. bajnokság volt.

## Helyszínek
- téli dobóbajnokság: február 28., Budapest
- 50 km gyaloglás: március 27., Gyűgy
- félmaraton: április 18., Encs
- 20 km gyaloglás: április 25., Békéscsaba
- 10 000 m: május 9., Budapest
- pályabajnokság: augusztus 7–8., Debrecen
- többpróba: szeptember 18–19., Puskás Ferenc Stadion
- maraton: szeptember 26., Budapest
- mezeifutás: november 27. Népliget

## Eredmények

### Férfiak
| Versenyszám            | Arany                                                                | Arany    | Ezüst                                                                    | Ezüst                            | Bronz                                                                | Bronz                            |
| ---------------------- | -------------------------------------------------------------------- | -------- | ------------------------------------------------------------------------ | -------------------------------- | -------------------------------------------------------------------- | -------------------------------- |
| 100 m                  | Karlik Dániel KSI                                                    | 10,79    | Szebeny Miklós Vasas                                                     | 10,83                            | Vas Dávid Bp. Honvéd                                                 | 10,92                            |
| 200 m                  | Pásztor Gábor Ferencvárosi TC                                        | 21,36    | Pauer Géza Ferencvárosi TC                                               | 21,72                            | Resán Gergely NYVSC-Nyírsuli                                         | 21,74                            |
| 400 m                  | Deák Nagy Marcell Gödöllői EAC                                       | 46,28    | Kovács Zoltán Mohácsi TE                                                 | 47,35                            | Lukács Máté Favorit AC Kaposvár                                      | 47,52                            |
| 800 m                  | Kazi Tamás Debreceni SC-SI                                           | 1:48,33  | Takács Dávid VEDAC                                                       | 1:50,33                          | Kállay Dániel VEDAC                                                  | 1:51,06                          |
| 1500 m                 | Kazi Tamás Debreceni SC-SI                                           | 4:06,11  | Gregor László Békéscsabai AC                                             | 4:06,86                          | Wagner Gábor Ikarus BSE                                              | 4:08,44                          |
| 5000 m                 | Kovács Tamás VEDAC                                                   | 14:23,80 | Végh Tibor Alba Regia AK                                                 | 14:34,29                         | Farkas Dárius Alba Regia AK                                          | 14:44,86                         |
| 10 000 m               | Minczér Albert VEDAC                                                 | 29:53,54 | Kovács Ádám MISI SC                                                      | 30:49,51                         | Farkas Dárius Alba Regia AK                                          | 31:06,06                         |
| 110 m gát              | Kiss Dániel Ikarus BSE                                               | 13,43    | Baji Balázs Békéscsabai AC                                               | 13,84                            | Koroknai Tibor Debreceni SC-SI                                       | 14,44                            |
| 400 m gát              | Koroknai Tibor Debreceni SC-SI                                       | 52,26    | Bartha László VEDAC                                                      | 52,49                            | Hegedűs Mátyás Tatabányai SC                                         | 52,99                            |
| 3000 m akadály         | Szalai Benjamin VEDAC                                                | 9:15,46  | Dani Áron BEAC                                                           | 9:16,01                          | Kállay Dániel VEDAC                                                  | 9:21,17                          |
| 4 × 100 m              | Szabó László Pauer Géza Gyömbér Zoltán Pásztor Gábor Ferencvárosi TC | 41,87    | Szűcs Dániel Propszt Norbret Maroshévizi Gergely Vas Dávid Bp. Honvéd    | 42,40                            | Arnhold Bence Kása Tibor Szalay Szabolcs Virovecz István Haladás VSE | 42,43                            |
| 4 × 400 m              | Takács Dávid Bartha László Schmidt Kornél Kállay Dániel VEDAC        | 3:15,74  | Koroknai Máté Koroknai Tibor Zsivoczky Attila Kazi Tamás Debreceni SC-SI | 3:17,31                          | Armuth Gábor Ludvig Benjámin Antalóczy Csaba Wagner Gábor Ikarus BSE | 3:18,41                          |
| magasugrás             | Fajoyomi Dávid Gödöllői EAC                                          | 2,08 m   | Harsányi Olivér Debreceni SC-SI                                          | 2,08 m                           | Pál Robin MISI SC                                                    | 2,04 m                           |
| rúdugrás               | Szabó Dezső Bp. Honvéd                                               | 5,20 m   | Skoumal Péter Debreceni SC-SI                                            | 5,20 m                           | Jaeger Ákos Bp. Honvéd                                               | 5,00 m                           |
| távolugrás             | Ecseki Dániel Szolnoki MÁV                                           | 7,65 m   | Bánhidi Bence TFSE                                                       | 7,34 m                           | Virovecz István Haladás VSE                                          | 7,30 m                           |
| hármasugrás            | Kiss Dániel KSI                                                      | 15,25 m  | Ungvári Péter KSI                                                        | 15,06 m                          | Fejős Bence Ferencvárosi TC                                          | 14,92 m                          |
| súlylökés              | Kürthy Lajos Mohácsi TE                                              | 19,57 m  | Páli Viktor VEDAC                                                        | 16,96 m                          | Savanyú Péter Omega AC Tamási                                        | 16,40 m                          |
| diszkoszvetés          | Kővágó Zoltán Bp. Honvéd                                             | 67,16 m  | Máté Gábor CSASE                                                         | 59,41 m                          | Savanyú Péter Omega AC Tamási                                        | 55,59 m                          |
| kalapácsvetés          | Pars Krisztián Dobó SE                                               | 76,53 m  | Németh Kristóf Dobó SE                                                   | 74,90 m                          | Hudi Ákos VEDAC                                                      | 72,60 m                          |
| gerelyhajítás          | Török Krisztián Ferencvárosi TC                                      | 76,16 m  | Papp Bence Reménység Vác                                                 | 72,94 m                          | Magyari Zoltán Reménység Vác                                         | 69,66 m                          |
| tízpróba               | Zsivoczky Attila Debreceni SC-SI                                     | 7708     | Szabó Attila Debreceni SC-SI                                             | 7512                             | Kovács Norbert TFSE                                                  | 6850                             |
| félmaraton             | Minczér Albert VEDAC                                                 | 1:05:29  | Tóth Tamás Micro SC                                                      | 1:05:34                          | Koszár Zsolt Vossen-Szentgotthárd                                    | 1:05:48                          |
| félmaraton csapat      | Minczér Albert Őri István Kis Áron VEDAC                             | 3:25:13  | Balogh István Tábor Miklós Gregor László Békéscsabai AC                  | 3:28:27                          | Rezessy Gergely Molnár Ákos Kustos Szabolcs Vasas                    | 3:31:56                          |
| maraton                | Tóth Tamás Micro SC                                                  | 2:24:36  | Józsa Gábor MAC-Népstadion                                               | 2:24:59                          | Szabó Imre Vasas                                                     | 2:26:10                          |
| maraton csapat         | Szabó Imre Soltész Roland Malonovits József Vasas                    | 7:55:24  | Tóth Tamás Pész Attila Vas Gábor Micro SC                                | 7:56:53                          | Kovács Ádám Juhász András Olasz László Misi SC                       | 8:00:01                          |
| mezeifutás 9 km        | Bene Barnabás Pécsi VSK                                              | 28:33    | Minczér Albert VEDAC                                                     | 29:07                            | Koszár Zsolt VOSSEN-Szentgotthárd                                    | 29:07                            |
| mezeifutás 9 km csapat | Zatykó Miklós Soltész Roland Rezessy Gergely Vasas                   | 24       | Minczér Albert Kállay Dániel Fonyó Sándor VEDAC                          | 29                               | Balogh István Tábor Miklós Oláh Tamás Békéscsabai AC                 | 41                               |
| 20 km gyaloglás        | Helebrandt Máté NYVSC-Nyírsuli                                       | 1:27:17  | Tubak Róbert Szegedi VSE                                                 | 1:29:38                          | Rácz Sándor Békéscsabai AC                                           | 1:30:24                          |
| 20 km gyaloglás csapat | Novák László Tokodi Dávid Balázs Sándor Bp. Honvéd                   | 5:03:29  | Tubak Róbert Lengyel Gábor Fábián András Szegedi VSE                     | 5:12:17                          | Márkus Viktor Dániel Balázs Papp Dénes Hunyadi DSE                   | 5:24:33                          |
| 50 km gyaloglás        | Novák László Bp. Honvéd                                              | 4:21:16  | Dudás Gyula MISI SC                                                      | 4:39:27                          | Nemes Viktor MISI SC                                                 | 4:49:07                          |
| 50 km gyaloglás csapat | Novák László Balázs Sándor Csaba István Bp. Honvéd                   | 15:55:33 | Több értékelhető csapat nem volt                                         | Több értékelhető csapat nem volt | Több értékelhető csapat nem volt                                     | Több értékelhető csapat nem volt |

### Nők
| Versenyszám            | Arany                                                                 | Arany    | Ezüst                                                                     | Ezüst    | Bronz                                                                | Bronz    |
| ---------------------- | --------------------------------------------------------------------- | -------- | ------------------------------------------------------------------------- | -------- | -------------------------------------------------------------------- | -------- |
| 100 m                  | Nguyen Anasztázia Bp. Honvéd                                          | 11,98    | Schmelcz Fanni Bp. Honvéd                                                 | 12,19    | Komiszár Kriszta Gödöllői EAC                                        | 12,23    |
| 200 m                  | Petráhn Barbara Szolnoki MÁV                                          | 24,05    | Komiszár Kriszta Gödöllői EAC                                             | 25,00    | Loránd Lilla VEDAC                                                   | 25,06    |
| 400 m                  | Petráhn Barbara Szolnoki MÁV                                          | 52,73    | Varga Bianka Bp. Honvéd                                                   | 54,93    | Loránd Lilla VEDAC                                                   | 55,34    |
| 800 m                  | Gyürkés Viktória Ikarus BSE                                           | 2:10,43  | Kenesei Zsanett BEAC                                                      | 2:11,12  | Aradi Bernadett Debreceni SC-SI                                      | :11,24   |
| 1500 m                 | Papp Krisztina Újpesti TE                                             | 4:22,69  | Gyürkés Viktória Ikarus BSE                                               | 4:29,57  | Biacsi Ilona Szegedi VSE                                             | 4:34,91  |
| 5000 m                 | Erdélyi Zsófia Újpesti TE                                             | 16:36,03 | Staicu Simona MISI SC                                                     | 16:49,11 | Szederkényi-Takács Andrea Vasas                                      | 16:57,94 |
| 10 000 m               | Kálovics Anikó Zalaegerszegi AC                                       | 32:33,41 | Staicu Simona MISI SC                                                     | 35:01,37 | Kovács Zsófia VEDAC                                                  | 35:01,60 |
| 100 m gát              | Juhász Fanni Zalaegerszegi AC                                         | 13,80    | Kerekes Gréta Debreceni SC-SI                                             | 14,15    | Juhász Lilla Haladás VSE                                             | 14,56    |
| 400 m gát              | Farsang Evelin VEDAC                                                  | 1:01,37  | Zajovics Nóra Győri Dózsa                                                 | 1:02,02  | Zircher Kitti Pécsi VSK                                              | 1:02,38  |
| 3000 m akadály         | Tóth Lívia VEDAC                                                      | 9:57,13  | Erdélyi Zsófia Újpesti TE                                                 | 10:12,21 | Kácser Zita Pécsi FK                                                 | 10:37,56 |
| 4 × 100 m              | Bartha Zsóka Varga Bianka Schmelcz Fanni Nguyen Anasztázia Bp. Honvéd | 45,99    | Babos Rita Frey Virág Listár Nikolett Turcsik Katalin Alba Regia AK       | 46,91    | Kőmíves Erika Krizsán Xénia Oszvald Katalin Bobcsek Emese Bp. Honvéd | 47,18    |
| 4 × 400 m              | Krizsán Xénia Bobcsek Emese Novák Fruzsina Varga Bianka Bp. Honvéd    | 3:47,85  | Szarvas Dóra Aradi Bernadett Soltész Renáta Kálmán Csenge Debreceni SC-SI | 3:53,35  | Kontó Ivett Farsang Evelin Tóth Lívia Loránd Lilla VEDAC             | 3:55,37  |
| magasugrás             | Babos Rita Alba Regia AK                                              | 1,84 m   | Szabó Barbara Újpesti TE                                                  | 1,78 m   | Kiss Anna Aranka KSI                                                 | 1,74 m   |
| rúdugrás               | Erős Enikő Ferencvárosi TC                                            | 4,20 m   | Koppány Gabriella Bp. Honvéd                                              | 3,80 m   | Horváth Felicia Bp. Honvéd                                           | 3,70 m   |
| távolugrás             | Farkas Györgyi Bp. Honvéd                                             | 6,19 m   | Ajkler Zita Vasas                                                         | 6,15 m   | Krizsán Xénia Bp. Honvéd                                             | 6,13 m   |
| hármasugrás            | Babos Rita Alba Regia AK                                              | 13,39 m  | Ajkler Zita 75 Vasas                                                      | 13,18 m  | Stajerné Deák Katalin Ferencvárosi TC                                | 12,66 m  |
| súlylökés              | Márton Anita Békéscsabai AC                                           | 17,52 m  | Váradi Krisztina GANZAIR AC                                               | 13,67 m  | Divós Katalin Dobó SE                                                | 13,42 m  |
| diszkoszvetés          | Márton Anita Békéscsabai AC                                           | 52,47 m  | Váradi Krisztina GANZAIR AC                                               | 47,94 m  | Divós Katalin Dobó SE                                                | 45,80 m  |
| kalapácsvetés          | Orbán Éva VEDAC                                                       | 67,49 m  | Nickl Vanda Dobó SE                                                       | 64,43 m  | Divós Katalin Dobó SE                                                | 60,30 m  |
| gerelyhajítás          | Nagy Xénia Debreceni SC-SI                                            | 54,10 m  | Szabó Nikolett Ferencvárosi TC                                            | 50,02 m  | Juhász Vanda Ferencvárosi TC                                         | 46,76 m  |
| hétpróba               | Farkas Györgyi Bp. Honvéd                                             | 5874     | Vild Olívia Bp. Honvéd                                                    | 4839     | Kresz Magdolna Bp. Honvéd                                            | 4828     |
| félmaraton             | Kálovics Anikó Zalaegerszegi AC                                       | 1:14:29  | Rakonczai Beáta NYVSC-Nyírsuli                                            | 1:15:23  | Staicu Simona MISI SC                                                | 1:15:45  |
| félmaraton csapat      | Kovács Zsófia Kovács Ida Nagy Mónika VEDAC                            | 3:54:45  | Szederkényi-Takács Andrea Gyurkó Fanni Szabó Andrea Vasas                 | 4:04:13  | Bátai Réka Kácser Zita Kácser Krisztina Pécsi FK                     | 4:08:55  |
| maraton                | Staicu Simona Misi SC                                                 | 2:37:47  | Földingné Nagy Judit Győri Dózsa                                          | 2:52:23  | Póth Mariann Micro SC                                                | 2:56:55  |
| maraton csapat         | Varga Éva Szabóné Csendes Ildikó Ruzsa Zita Békéscsabai AC            | 10:13:31 | Balogh Julianna Krasznai Adrienn Gyebnár Éva Békési DAC                   | 10:41:16 | Torma Anett Hornyák Zita Kernács Krisztina Bp. Honvéd                | 10:53:01 |
| mezeifutás 6 km        | Szederkényi-Takács Andrea Vasas                                       | 22:24    | Gyurkó Fanni Vasas                                                        | 22:51    | Pettkó-Szandtner Judit Vasas                                         | 23:30    |
| mezeifutás 6 km csapat | Szederkényi-Takács Andrea Gyurkó Fanni Pettkó-Szandtner Judit Vasas   | 6        | Imréné Kiss Ágnes Biacsi Bernadett Biacsi Ilona Szegedi VSE               | 33       | Tóth Zsófia Dávid Mónika Szakáy Zsuzsanna Győri Dózsa                | 50       |
| 20 km gyaloglás        | Madarász Viktória Békéscsabai AC                                      | 1:37:30  | Nemere Dóra Bp. Honvéd                                                    | 1:42:28  | Torma Anett Bp. Honvéd                                               | 1:42:34  |
| 20 km gyaloglás csapat | Nemere Dóra Torma Anett Mészáros Anita Bp. Honvéd                     | 5:12:08  | Gerendási Eszter Bakcsi Annamária Kardos Cecília BEAC                     | 5:44:18  | Medgyesi Nóra Troják Anett Muszka-Kalló Orsolya Hunyadi DSE          | 7:15:05  |

## Téli dobóbajnokság
Férfiak
| Versenyszám   | Arany                         | Arany   | Ezüst                           | Ezüst   | Bronz                            | Bronz   |
| ------------- | ----------------------------- | ------- | ------------------------------- | ------- | -------------------------------- | ------- |
| diszkoszvetés | Savanyú Péter Omega AC Tamási | 54,17 m | Mozsdényi Dávid VEDAC           | 53,44 m | Bognár Szabolcs Zalaegerszegi AC | 51,36 m |
| kalapácsvetés | Németh Kristóf Dobó SE        | 73,06   | Petrovszki Tibor Békéscsabai AC | 69,32   | Szabó Dániel Dobó SE             | 68,32 m |
| gerelyhajítás | Patkó Dániel Szolnoki MÁV     | 73,15 m | Magyari Zoltán Reménység Vác    | 66,57 m | Hernádi Gábor Bp. Honvéd         | 65,96 m |

Nők
| Versenyszám   | Arany                       | Arany   | Ezüst                       | Ezüst   | Bronz                       | Bronz   |
| ------------- | --------------------------- | ------- | --------------------------- | ------- | --------------------------- | ------- |
| diszkoszvetés | Márton Anita Békéscsabai AC | 51,38 m | Császár Katalin Haladás VSE | 49,05 m | Váradi Krisztina GANZAIR AC | 47,46 m |
| kalapácsvetés | Ozorai Jenny Dobó SE        | 65,00 m | Nickl Vanda Dobó SE         | 63,71 m | Divós Katalin Dobó SE       | 59,09 m |
| gerelyhajítás | Nagy Xénia Debreceni SC-SI  | 48,96 m | Kovács Eszter Tatabányai SC | 43,44 m | Koncz Boglárka Szolnoki VSI | 43,04 m |